# Tiutinen
Tiutinen är en ö i Finland.   Den ligger i kommunen Kotka i landskapet Kymmenedalen, i den södra delen av landet, 120 km öster om huvudstaden Helsingfors. Arean är 0,94 kvadratkilometer.
Terrängen på Tiutinen är mycket platt. Öns högsta punkt är 10 meter över havet. Den sträcker sig 2,5 kilometer i nord-sydlig riktning, och 1,3 kilometer i öst-västlig riktning.
Klimatet i området är tempererat. Årsmedeltemperaturen i trakten är 4 °C. Den varmaste månaden är augusti, då medeltemperaturen är 16 °C, och den kallaste är december, med −2 °C.